# Focke-Wulf
Фокке-Вульф флюгцойгбау (нем. Focke-Wulf Flugzeugbau GmbH) — самолётостроительная фирма Германии. Основана в 1923 году в Бремене при участии авиаконструктора Генриха Фокке и бывшего военного лётчика Георга Вульфа. В 1931 году в состав «Focke-Wulf» вошла фирма «Albatros-Flugzeugwerke».
В 1963 году в результате объединения «Focke-Wulf» и «Weser-Flugzeugbau» образована фирма «Vereinigte Flugtechnische Werke» («Объединённая авиастроительная компания»).

## История
Генрих Фокке и его друг и коллега Георг Вульф начали разрабатывать лёгкие самолёты ещё до Первой мировой войны. На время войны они прекратили своё сотрудничество, но в 1921 году возобновили его, выпустив двухместный моноплан А-7 Шторх (A 7 Storch). Получение от министерства транспорта сертификата лётной годности на этот самолёт позволило создать при финансовой помощи кофейного магната Людвига Розелиуса, а также бременских коммерсантов Отто Бернарда и Отто Шурига 23 октября 1923 года акционерное общество Bremer Flugzeugbau AG. Почти сразу же компанию переименовали в Focke-Wulf Flugzeugbau AG с уставным капиталом 200 000 рейхсмарок. В образованной компании Генрих Фокке занял роль главного конструктора, Георг Вульф — главного испытателя, а доктор Вернер Нойман — коммерческого директора.
Первоначально новая компания соседствовала в одном ангаре с «Дойче аэроллойд» в бременском аэропорту. Вновь образованная компания начала производство самолётов А-7. Её первый собственный самолёт — лёгкий транспортный моноплан А-16 — полетел 23 июня 1924 года. В течение следующих трёх лет были выпущены 22 А-16. В 1925 году полетел двухместный учебный моноплан S-1, за ним в 1926 году последовал двухмоторный учебный вариант А-16 — Gl-18. В том же году компания обзавелась собственными помещениями в Бремене. В 1927 году появился первый из серии однодвигательных транспортных монопланов, известных под именем Меве: A-17. Вместе с ним был выпущен тренировочный моноплан S-2.
29 сентября 1927 года во время испытательного полёта новой машины, весьма перспективного F-19 Энте, погиб Георг Вульф. Несмотря на это несчастье и последовавший финансовый кризис, компания выжила и продолжала работать над довольно широкой гаммой самолётов, включая лёгкий транспортный А-20 Хабит, фотокартографический А-21, поплавковый свободнонесущий биплан W-4 и тренировочный биплан S-24 Кибиц.
Слияние в 1931 году, под давлением правительства, с берлинской авиастроительной компанией Альбатрос флюгцойгверке ГмбХ (Albatros Flugzeugwerke) послужило стимулом дальнейшего роста компании. После слияния фирм Генрих Фокке был освобождён от должности руководителя, хотя и остался членом совета директоров, а возглавил проектирование и испытание самолётов назначенный 1 ноября 1931 года 33-летний Курт Танк, перешедший из аугсбургской Байерише флюгцойгбау и являвшийся к тому времени уже достаточно опытным специалистом. К этому времени Фокке-Вульф насчитывала 150 человек персонала.
У испанского инженера Хуана де ла Сьервы была приобретена лицензия на производство автожиров, были выпущены в небольшом количестве лёгкие транспортные А-32 Буззард и А-33 Шпербер, 10-местный А-38 Меве, трёхместный моноплан А-43 Фальке, а чуть позже и двухместный тренировочный биплан А-44 Штиглиц. С последним самолётом связано начало изменений в судьбе Фокке-Вульфа. Самолёт широко экспортировался, производился по лицензии в Аргентине, Австрии, Бразилии, Болгарии и Швеции.
В 1933 году Фокке-Вульф начала серию из 30 автожиров С-30 и Генрих Фокке, оставив пост в руководстве компании, посвятил всё своё время разработке любимых проектов, в частности, экспериментальным вертолётам.
Тем временем Курт Танк стал техническим директором и руководителем компании. В конце 1933 года полетел разработанный им Fw.56 Штессер. Через полтора года был выпущен лёгкий многоцелевой Fw.58 Вейхе, который производился по лицензии на «МИАГ, Лутхер и Готаер вагонфабрик», а также в Бразилии и Венгрии.
Одновременно компания была включена в программу производства первого боевого самолёта люфтваффе — биплана He.45. Всего было выпущено 219 Хейнкель-45, а РЛМ подключила компанию к производству нового Bf.109. Как следствие, потребовалось расширение производства, и компания в июне 1936 года была преобразована в общество с ограниченной ответственностью (GmbH), сменив и название: Focke-Wulf Flugzeugbau GmbH, ставшее окончательным. К 1938 году уставной капитал компании составил 2,5 млн марок, а контроль за ней перешёл к Алльгемайне электрицитатс гезелльшафт.
Благодаря Fw 44, Fw 56 и Fw 58 компания обрела солидную репутацию, но в разработке боевых машин ей сопутствовал меньший успех. Прототипы лёгкого истребителя Fw 157 и тяжёлого истребителя Fw 187 проиграли в конкурсах истребителям Вилли Мессершмитта Bf.109 и Bf.110, соответственно, и в результате с 1937 года компания по лицензии производила самолёты своих конкурентов: Вf.109 и Вf.110 (последний — до середины 1941 года). Это был последний чужой самолёт, выпускавшийся компанией.
В 1936 году Фокке-Вульф выпустил два экспериментальных вертолёта Focke-Wulf Fw 61, а по спецификации РЛМ к лёгкому армейскому самолёту был подготовлен автожир Fw.186. Но в 1937 году профессор Фокке оставил «Фокке-Вульф» и основал свою новую фирму «Фокке-Ахгелис флюгцойгбау» в Хойенкампе (недалеко от Дельменхорста), специально для выпуска вертолётов, а Фокке-Вульф сосредоточилась на работах по самолётам.
В 1938 году полетел разведчик Fw.189, но наибольшую известность в предвоенные годы принёс самолёт Fw.200 «Кондор». Этот самолёт 10 августа 1938 года совершил беспосадочный перелёт из Берлина в Нью-Йорк за 24 часа 56 минут. Обратный путь он преодолел 13 августа за 19 часов 47 минут.

## Вторая мировая война
К началу Второй мировой войны Фокке-Вульф вступила в полосу бурного развития. Несмотря на требование RLM рассредоточить производство, закладывались заводы в Бремене-Гемлингене, целый комплекс в Бремен-Гаштедте и Бремен-Нойенланде. В связи с этим заводы в Бремене стали первыми в немецком авиационном комплексе, подвергшимися эвакуации и рассредоточению. Танка убедил в этом налёт англичан, заставивший перевести производство Fw.200 на завод Блом унд Фосс. Танк также решил разделить производство на несколько заводов в разных городах: Мариенбурге, Коттбусе, Зорау и Позен-Крейзинге (в Польше).
С большим успехом самого знаменитого самолёта компании, Fw.190, и постоянным ростом заказов на этот истребитель были приобретены или основаны новые заводы в Тутове, Хальберштадте, Гидня-Рамеле, Нойбранденбурге, Шверине, Висмаре, Эйнсвардене, Варнемюнде, Анкламе, Эрфурт-Норде, Любеке и Ганновер-Ланкнгадене.
Этот истребитель, помимо Фокке-Вульфа, выпускали также AGO, Арадо, Дорнье, Физелер, Хейнкель.
Все ночные истребители Fw.189 Uhu, кроме 167 машин, были выпущены на контролируемой Фокке-Вульфом SNCASO в Бордо и на Аэро в Праге.
К 1944 году Фокке-Вульф стал одним из крупнейших предприятий по числу людей, занятых в авиаиндустрии: 11 920 человек непосредственно занятых и 17 040 человек на вспомогательных производствах.
Несмотря на это, кроме Fw.190 ни один самолёт Фокке-Вульфа разработки периода войны не попал в крупносерийное производство. Конструкторское бюро Танка тем не менее работало до конца, подготовив ряд необычных и перспективных проектов (например, перспективный реактивный Ta.183 Huckebein, выигравший конкурс, проводившийся верховным командованием Люфтваффе в феврале 1945-го, у Messerschmitt Р.1101 — он должен был стать основным одномоторным истребителем Люфтваффе начиная с осени 1945).
8 апреля 1945 года британская пехота захватила заводы Фокке-Вульф.

## Послевоенная деятельность
C 1947 по 1955 годы работники Фокке-Вульфа, в том числе и Курт Танк, работали в Аргентине, на предприятии Fábrica Militar de Aviones. Тем временем компания начала оживать. С 1951 года приступили к постройке планёров, с 1955 года началось производство лёгкомоторных самолётов. Тогда же начали возвращаться и бывшие работники компании. В 1961 году Focke-Wulf, Weserflug и Hamburger Flugzeugbau объединились в Entwicklungsring Nord (ERNO) для совместной разработки ракет.
В 1960-х годах ITT Corporation, которая купила 25 % акций Фокке-Вульфа до войны, получила 27 млн долларов в качестве компенсации за ущерб её доли повреждённых во время войны от союзных бомбардировок заводов Фокке-Вульфа. В 1964 году Фокке-Вульф формально объединилась с «Везер-флюгцойгбау» (Weser-Flugzeugbau GmbH), став «Ферайнигте флюгтехнише верке» (Vereinigte Flugtechnische Werke). После нескольких организаций и слияний эта компания стала современным Европейским аэрокосмическим и оборонным концерном (EADS).

## Список производившихся самолётов
- Fw 189 Uhu (845 экз.)
- Fw 190 Wurger (>20 тыс. экз.)
- Ta 152 (43+6 экз.)